# Gran Premio d'Australia 1997
Il Gran Premio d'Australia 1997 (LXII Qantas Australian Grand Prix) è stato un Gran Premio di Formula 1 disputato il 9 marzo 1997 sul Circuito Albert Park di Melbourne. La gara è stata vinta da Coulthard su McLaren-Mercedes.

## Aspetti sportivi
Il campione del mondo in carica Damon Hill lascia la Williams per approdare alla Arrows; al suo posto, assieme al confermato Jacques Villeneuve, viene ingaggiato Heinz Harald Frentzen, proveniente dalla Sauber.
La McLaren, si presenta, per la prima volta, con una nuova livrea nero-argento; ciò è dovuto al cambio di sponsorizzazione: difatti la scuderia britannica, abbandona la storica collaborazione con la Marlboro e la sua livrea bianco-rossa, per abbracciare la West. In ogni caso, la decisione di colorare le monoposto d'argento fu un'indicazione della Mercedes, fornitrice dei motori, in ossequio alla storica livrea sportiva della casa di Stoccarda.
La Ferrari, dal canto suo, annuncia proprio la collaborazione con la Philip Morris, attraverso il marchio Marlboro, come title sponsor della scuderia di Maranello. Marlboro era già presente sulle vetture rosse sin dal 1984, ma solo come marchio minore; ora invece il logo è ben visibile sulla presa d'aria superiore. Questo, inoltre, ha comportato un lieve cambiamento di colore sulle vetture del Cavallino, abbandonando lo storico rosso corsa in favore di una tonalità più acceso.
La Ligier corre la sua 22ª stagione, ma non più con lo storico nome bensì come Prost Grand Prix: difatti, prima dell'inizio del campionato, il 4 volte iridato Alain Prost ha acquistato la scuderia, dandole il suo nome.
La Sauber, da questa stagione, trova un accordo con la Ferrari per la fornitura di motori: la scuderia di Maranello fornirà il V10 del 1996, per l'occasione, rimarchiato Petronas, main sponsor della scuderia elvetica.
La Arrows torna ufficialmente come squadra, dopo aver corso per 6 stagioni (1991-1996) con il nome di Footwork. Utilizza motori Yamaha, che fino all'anno precedente erano esclusiva della Tyrrell, la quale deve ripiegare sui meno potenti V8 Ford. La Minardi ripiega invece sul V8 Hart.
Debutta la Stewart Grand Prix, posseduta dal tre volte campione del Mondo Jackie Stewart, da suo figlio Paul e dalla Ford. Questo team potrà usufruire in esclusiva dei V10 Ford a differenza delle altre motorizzate dalla casa americana, costrette a ripiegare su dei V8.
Altro debutto è quello della MasterCard Lola, con la Lola T97/30 motorizzata Ford.
La Jordan mantiene i motori Peugeot e si presenta con una nuova e particolare livrea gialla con il disegno della testa di un cobra sui lati del musetto.

## Qualifiche

### Resoconto

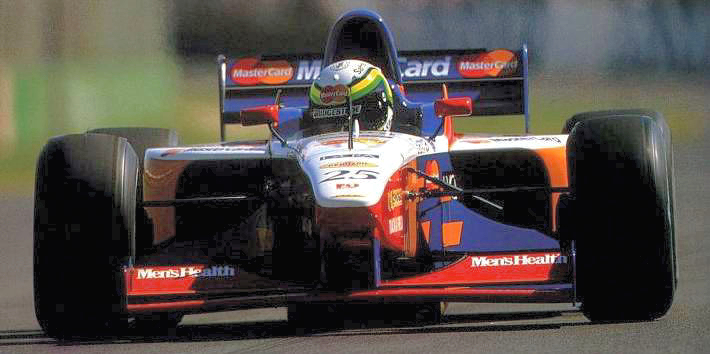
Rosset alla guida della sua Lola. Né il pilota brasiliano né il compagno di squadra Sospiri riuscirono a qualificarsi per la gara.

Jacques Villeneuve domina le qualifiche, conquistando la pole position con un grande vantaggio sui rivali; il secondo classificato, il suo compagno di squadra Frentzen, è l'unico a contenere il distacco al di sotto dei due secondi. Terzo è Schumacher, staccato di ben due secondi da Villeneuve; seguono Coulthard, Irvine, Häkkinen e Herbert, in settima posizione con la sua Sauber; in difficoltà la Benetton, con Alesi e Berger ottavo e decimo. I due piloti del team anglo-italiano, staccati di oltre tre secondi dalla pole position, sono separati da Panis. Sorprendono le prestazioni del nuovo team Stewart, con Barrichello capace di qualificarsi undicesimo nel Gran Premio di debutto della sua scuderia.
In fondo alla griglia, faticano a qualificarsi le due Arrows, afflitte da diversi problemi di affidabilità; Hill riesce a rientrare nel limite del 107% al suo ultimo tentativo, mentre Diniz, pur rimasto lievemente fuori, viene ammesso alla gara perché nelle prove libere aveva fatto segnare tempi più bassi di quello ottenuto nella sessione di qualifica. Non vengono invece ripescate le due Lola di Sospiri e Rosset; i due piloti accumulano un distacco di oltre dieci secondi dalla pole position.

### Risultati
| Pos                         | No | Pilota                | Costruttore       | Pneumatici | Tempo    | Distacco |
| --------------------------- | -- | --------------------- | ----------------- | ---------- | -------- | -------- |
| 1                           | 3  | Jacques Villeneuve    | Williams-Renault  | G          | 1'29"369 |          |
| 2                           | 4  | Heinz-Harald Frentzen | Williams-Renault  | G          | 1'31"123 | +1"754   |
| 3                           | 5  | Michael Schumacher    | Ferrari           | G          | 1'31"472 | +2"103   |
| 4                           | 10 | David Coulthard       | McLaren-Mercedes  | G          | 1'31"531 | +2"162   |
| 5                           | 6  | Eddie Irvine          | Ferrari           | G          | 1'31"881 | +2"512   |
| 6                           | 9  | Mika Häkkinen         | McLaren-Mercedes  | G          | 1'31"971 | +2"602   |
| 7                           | 16 | Johnny Herbert        | Sauber-Petronas   | G          | 1'32"287 | +2"918   |
| 8                           | 7  | Jean Alesi            | Benetton-Renault  | G          | 1'32"593 | +3"224   |
| 9                           | 14 | Olivier Panis         | Prost-Mugen-Honda | B          | 1'32"842 | +3"473   |
| 10                          | 8  | Gerhard Berger        | Benetton-Renault  | G          | 1'32"870 | +3"501   |
| 11                          | 22 | Rubens Barrichello    | Stewart-Ford      | B          | 1'33"075 | +3"706   |
| 12                          | 11 | Ralf Schumacher       | Jordan-Peugeot    | G          | 1'33"130 | +3"761   |
| 13                          | 17 | Nicola Larini         | Sauber-Petronas   | G          | 1'33"327 | +3"958   |
| 14                          | 12 | Giancarlo Fisichella  | Jordan-Peugeot    | G          | 1'33"552 | +4"183   |
| 15                          | 20 | Ukyo Katayama         | Minardi-Hart      | B          | 1'33"798 | +4"429   |
| 16                          | 15 | Shinji Nakano         | Prost-Mugen-Honda | B          | 1'33"989 | +4"620   |
| 17                          | 21 | Jarno Trulli          | Minardi-Hart      | B          | 1'34"120 | +4"751   |
| 18                          | 19 | Mika Salo             | Tyrrell-Ford      | G          | 1'34"229 | +4"860   |
| 19                          | 23 | Jan Magnussen         | Stewart-Ford      | B          | 1'34"623 | +5"254   |
| 20                          | 1  | Damon Hill            | Arrows-Yamaha     | B          | 1'34"806 | +5"437   |
| 21                          | 18 | Jos Verstappen        | Tyrrell-Ford      | G          | 1'34"943 | +5"574   |
| Tempo limite 107%: 1:35,625 |    |                       |                   |            |          |          |
| 22                          | 2  | Pedro Diniz           | Arrows-Yamaha     | B          | 1'35"972 | +6"603   |
| NQ                          | 24 | Vincenzo Sospiri      | Lola-Ford         | B          | 1'40"972 | +11"603  |
| NQ                          | 25 | Ricardo Rosset        | Lola-Ford         | B          | 1'42"086 | +12"717  |

## Gara

### Resoconto
Dopo le difficili qualifiche, il Campione del Mondo in carica Damon Hill è costretto al ritiro addirittura nel corso del giro di formazione, tradito dall'acceleratore della sua Arrows. Al via Villeneuve scatta male dalla pole facendosi passare subito dal compagno di squadra e rallentando anche la Ferrari di Schumacher, che partiva subito dietro di lui, mentre l'altro ferrarista Irvine manca la frenata alla prima curva, colpendo le vetture del canadese e di Herbert, autore di un buono scatto: tutti e tre sono costretti al ritiro. Frentzen passa così al comando della gara, davanti a Coulthard, Michael Schumacher, Häkkinen, Alesi, Panis, Berger e Larini. Il pilota della Williams, partito con una strategia sulle due soste, a differenza dei diretti avversari che avevano programmato un solo rifornimento ai box, accumula subito un buon vantaggio; il distacco tra il pilota della Williams e Coulthard si stabilizza poi intorno ai diciotto secondi, margine insufficiente per consentire a Frentzen di tornare in pista in testa alla corsa dopo la sua prima sosta. Dopo aver rifornito nel corso del 18º passaggio, infatti, Frentzen si inserisce in terza posizione, alle spalle anche di Schumacher; il pilota della Williams recupera il comando della corsa quando i rivali effettuano il loro pit stop, circa a metà gara. 
Al 34º giro si ritira Alesi; il pilota francese, non sentendo le chiamate radio del suo box per un guasto, si ferma lungo il tracciato senza benzina. Nel frattempo Frentzen, pur rallentato da problemi ai freni, ricomincia a guadagnare terreno su Coulthard e Schumacher, ma quando si ferma nuovamente ai box, al 40º giro, il suo vantaggio sugli inseguitori è di circa 23 secondi, un tempo appena sufficiente per tornare in pista davanti allo scozzese; tuttavia, un problema nel fissaggio della ruota posteriore destra gli costa sei secondi, facendolo scivolare in terza posizione. Coulthard passa così a condurre davanti a Schumacher, Frentzen, Häkkinen e Berger. Schumacher sembra in grado di attaccare lo scozzese, ma al 51º giro deve rientrare ai box per effettuare un rabbocco di carburante, cedendo il secondo posto a Frentzen; il pilota della Williams è però costretto al ritiro a tre giri dal termine, quando sulla sua vettura cedono definitivamente i freni, mandandolo in testacoda. Coulthard vince così indisturbato davanti a Schumacher, Häkkinen, Berger, Panis e Larini. Per lo scozzese si tratta del primo successo dal Gran Premio del Portogallo 1995, mentre per la McLaren è la prima vittoria dal Gran Premio d'Australia 1993. inoltre, è la prima vittoria della Mercedes da motorista dal Gran Premio d'Italia 1955.

### Risultati
I risultati del gran premio sono i seguenti:
| Pos | No | Pilota                | Costruttore       | Pneumatici | Giri | Tempo/Ritiro/Media                     | Partenza | Punti |
| --- | -- | --------------------- | ----------------- | ---------- | ---- | -------------------------------------- | -------- | ----- |
| 1   | 10 | David Coulthard       | McLaren-Mercedes  | G          | 58   | 1h30'28"718 - 203.926 km/h             | 4        | 10    |
| 2   | 5  | Michael Schumacher    | Ferrari           | G          | 58   | +20"046                                | 3        | 6     |
| 3   | 9  | Mika Häkkinen         | McLaren-Mercedes  | G          | 58   | +22"177                                | 6        | 4     |
| 4   | 8  | Gerhard Berger        | Benetton-Renault  | G          | 58   | +22"841                                | 10       | 3     |
| 5   | 14 | Olivier Panis         | Prost-Mugen-Honda | B          | 58   | +1'00"308                              | 9        | 2     |
| 6   | 17 | Nicola Larini         | Sauber-Petronas   | G          | 58   | +1'36"040                              | 13       | 1     |
| 7   | 15 | Shinji Nakano         | Prost-Mugen-Honda | B          | 56   | +2 giri                                | 16       |       |
| 8   | 4  | Heinz-Harald Frentzen | Williams-Renault  | G          | 55   | Freni                                  | 2        |       |
| 9   | 21 | Jarno Trulli          | Minardi-Hart      | B          | 55   | +3 giri                                | 17       |       |
| 10  | 2  | Pedro Diniz           | Arrows-Yamaha     | B          | 54   | +4 giri                                | 22       |       |
| Rit | 22 | Rubens Barrichello    | Stewart-Ford      | B          | 49   | Motore                                 | 11       |       |
| Rit | 19 | Mika Salo             | Tyrrell-Ford      | G          | 42   | Motore                                 | 18       |       |
| Rit | 23 | Jan Magnussen         | Stewart-Ford      | B          | 36   | Sospensioni                            | 19       |       |
| Rit | 7  | Jean Alesi            | Benetton-Renault  | G          | 34   | Senza benzina                          | 8        |       |
| Rit | 20 | Ukyo Katayama         | Minardi-Hart      | B          | 32   | Elettronica                            | 15       |       |
| Rit | 12 | Giancarlo Fisichella  | Jordan-Peugeot    | G          | 14   | Testacoda                              | 14       |       |
| Rit | 18 | Jos Verstappen        | Tyrrell-Ford      | G          | 2    | Testacoda                              | 21       |       |
| Rit | 11 | Ralf Schumacher       | Jordan-Peugeot    | G          | 1    | Cambio                                 | 12       |       |
| Rit | 3  | Jacques Villeneuve    | Williams-Renault  | G          | 0    | Collisione con J.Herbert, E.Irvine     | 1        |       |
| Rit | 6  | Eddie Irvine          | Ferrari           | G          | 0    | Collisione con J.Herbert, J.Villeneuve | 5        |       |
| Rit | 16 | Johnny Herbert        | Sauber-Petronas   | G          | 0    | Collisione con J.Villeneuve, E.Irvine  | 7        |       |
| NP  | 1  | Damon Hill            | Arrows - Yamaha   | B          | 0    | Acceleratore                           | 20       |       |
| NQ  | 24 | Vincenzo Sospiri      | Lola-Ford         | B          |      | Non qualificato                        |          |       |
| NQ  | 25 | Ricardo Rosset        | Lola-Ford         | B          |      | Non qualificato                        |          |       |

## Statistiche
- Debutto in Formula 1 per Jarno Trulli, Ralf Schumacher, Shinji Nakano e Vincenzo Sospiri; prima gara anche per i team Stewart Grand Prix e MasterCard Lola. Per quest'ultima scuderia si tratta anche dell'unica partecipazione ad un Gran Premio di Formula 1; il team chiuderà, infatti, i battenti prima del secondo Gran Premio della stagione, il Gran Premio del Brasile.

## Classifiche Mondiali

### Piloti
| Pos. | Pilota             | Punti |
| ---- | ------------------ | ----- |
| 1    | David Coulthard    | 10    |
| 2    | Michael Schumacher | 6     |
| 3    | Mika Häkkinen      | 4     |
| 4    | Gerhard Berger     | 3     |
| 5    | Olivier Panis      | 2     |
| 6    | Nicola Larini      | 1     |

### Costruttori
| Pos. | Team              | Punti |
| ---- | ----------------- | ----- |
| 1    | McLaren-Mercedes  | 14    |
| 2    | Ferrari           | 6     |
| 3    | Benetton-Renault  | 3     |
| 4    | Prost-Mugen-Honda | 2     |
| 5    | Sauber-Petronas   | 1     |